# Julius Weiler
Julius Wilhelm Weiler (* 1. April 1850 in Köln; † 8. August 1904 ebenda) war ein deutscher Chemiker und Unternehmer.

## Leben
Geboren als Sohn des Kaufmanns Joseph Wilhelm Anton Weiler (1819–1875) und dessen Ehefrau Elisabeth Maria Therese genannt Elise Weiler geb. Kitz (1823–1892), studierte Julius Weiler am Polytechnikum Stuttgart Chemie. 1869 wurde er dort Mitglied des Corps Stauffia. Nach der Reichsgründung wechselte er an die Kaiser-Wilhelm-Universität Straßburg, wo er 1874 mit seiner Dissertation Über die Einwirkung von Methylal auf Toluol, Benzylchlorid und Diphenyl bei Adolf von Baeyer zum Dr. phil. promoviert wurde. In Straßburg machte er die Bekanntschaft von Edmund ter Meer.
Nach dem plötzlichen Tod seines Vaters übernahm Julius Weiler 1875 die Leitung der väterlichen Anilinfabrik J. W. Weiler & Cie. in Ehrenfeld. Mit einem Marktanteil von 35 % gehörte die Fabrik 1880 zu den führenden Anilinproduzenten des Deutschen Reichs. 1880 nahm er die Herstellung von Salpetersäure in der Fabrik in Müngersdorf auf und übernahm 1881 die Wöllner’sche Schwefelsäurefabrik in Köln-Riehl. Nach der Umwandlung in eine Aktiengesellschaft im Jahre 1889 firmierte das Unternehmen als Chemische Fabriken vorm. J. W. Weiler & Cie. Im gleichen Jahr wurde die Wittener Roburitfabrik übernommen. 1896 gründete er mit seinem größten Kunden, der Uerdinger Teerfarbenfabrik Dr. E. ter Meer & Cie, durch Fusion die Chemische Fabriken vorm. Weiler-ter Meer AG. Zur Optimierung der logistischen Kosten wurde die Produktion der aromatischen Amine vollständig nach Uerdingen verlagert und das Ehrenfelder Werk geschlossen.
1898 war Weiler auch an der Gründung der Waggonfabrik Uerdingen beteiligt.
Zu den unternehmerischen Erfolgsfaktoren von Weiler gehörten das Bekenntnis zu technologischer Innovation, Produktdiversifizierung, hoher Qualität sowie die Schaffung langer Wertschöpfungsketten.
Weiler starb 1904 im Alter von 54 Jahren in seiner Kölner Wohnung. Er war verheiratet mit Helene geb. Wassermann. Die Familiengrabstätte befindet sich auf dem Kölner Melaten-Friedhof.
Nach dem Tod von Julius Weiler übernahm Edmund ter Meer die alleinige Leitung. 1916 schlossen sich die Chemischen Fabriken, vorm Weiler-ter Meer mit dem Dreibund (Agfa, BASF und Bayer) und dem Dreierverband (Hoechst, Cassella, Kalle) zur Interessengemeinschaft der deutschen Teerfarbenfabriken zusammen.